# ドルフィンポート

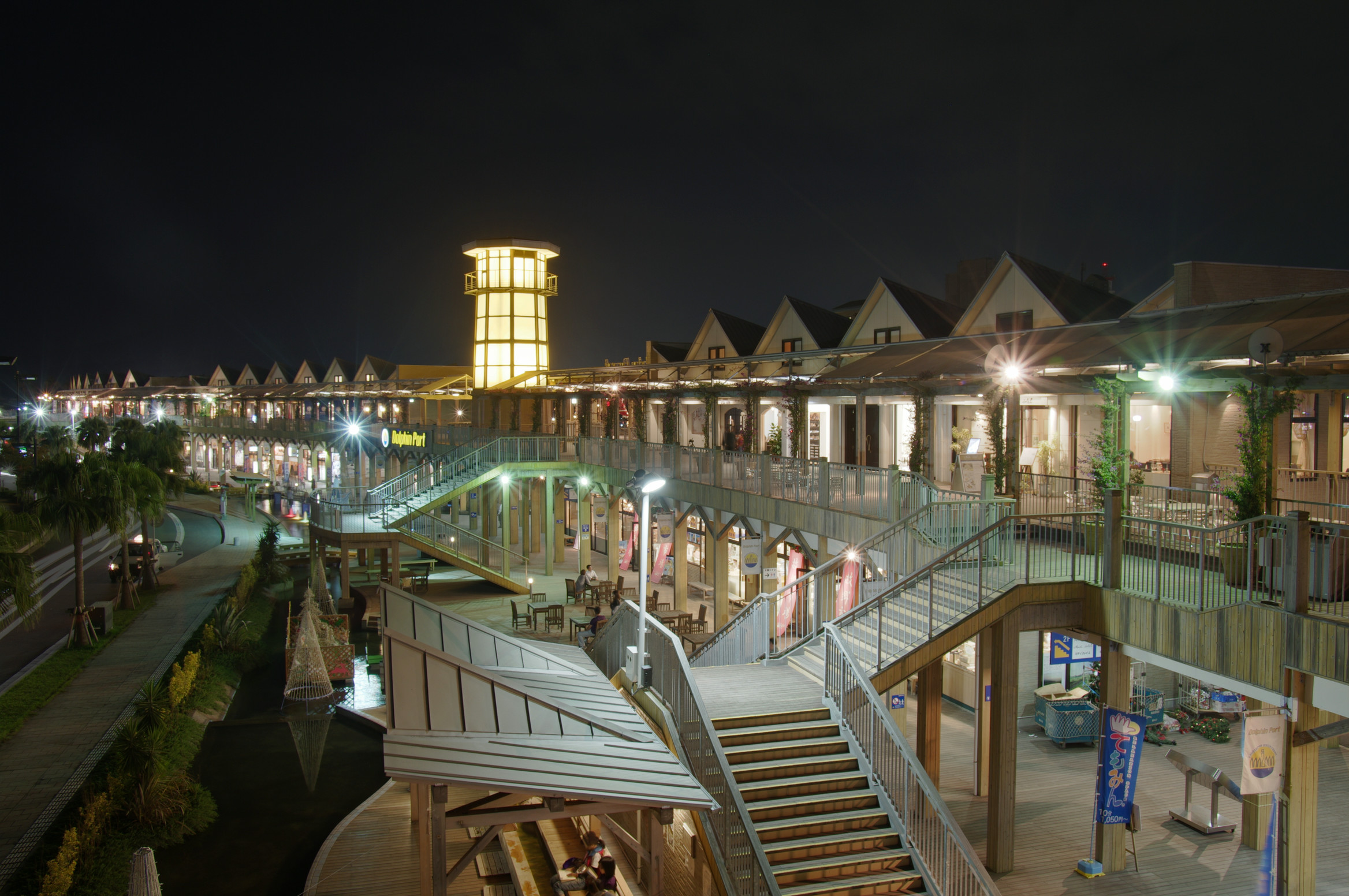
夜のドルフィンポート(2009/10/31)

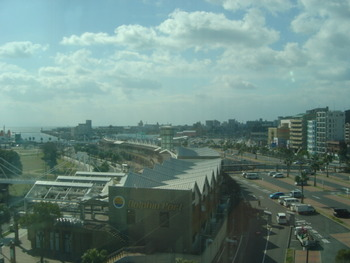
NHK鹿児島放送局より

ドルフィンポートは、かつて鹿児島県鹿児島市本港新町（鹿児島港内）の埋立地にあった複合商業施設。
2005年4月にオープンし、2020年3月に閉業した。

## 概要
総木造2階建で南国のバンガローを思わせる建物で、特産品の直売店や飲食店を中心に約20店舗が入居していた。運営は山形屋や地元財界を中心とした共同出資会社である鹿児島ウォーターフロント株式会社。1986年に開始された埋立地利用の計画が1990年代前半のバブル経済の崩壊で停滞したため、2003年に鹿児島県と鹿児島市による設計コンペで選定された山形屋案をもとに建設された。用地は約15年の期限付定期借地契約により賃貸借されていた。オープン2日前の5月23日には祝賀会と落成式が行われ県や市、施設関係者などが参加した。
鹿児島本港の離島航路や桜島フェリー乗場に近く、桜島を正面に望む立地であるため周辺でイベントが開催された際には多くの人出があった。尚、開業から2013年までに延べ1675万5000人が来場している。
また、隣接する区画に2006年12月1日、NHK鹿児島新放送会館がオープンした（会館自体の運用に関しては同年10月30日から行われている）。同施設には一般も利用可能なNHKアーカイブスライブラリーや階上には展望スペースも設置されている。
2013年5月に鹿児島県が老朽化の著しい鹿児島県総合体育センター体育館及び鹿児島県総合体育センター武道館の新設移転候補地として、ドルフィンポートに隣接する鹿児島県所有地を挙げた上で2016年6月に閉鎖を前倒しする計画を出した。しかし、2013年8月に世論調査等により市民の反対の声が高かったことから、これらの県立総合体育施設の新設構想は白紙撤回されている。体育館の移設案はのちにドルフィンポートに隣接する県有地ではなくドルフィンポート跡地そのものに移った（後述）。
賃貸借契約満了に伴い、ドルフィンポートは2020年3月31日をもって閉鎖された。テナントはそのほとんどが閉店を余儀なくされたが、『廻る寿司 めっけもん』や、『山形屋フォトスタジオ』のように、移転したものもある。

## 跡地利用

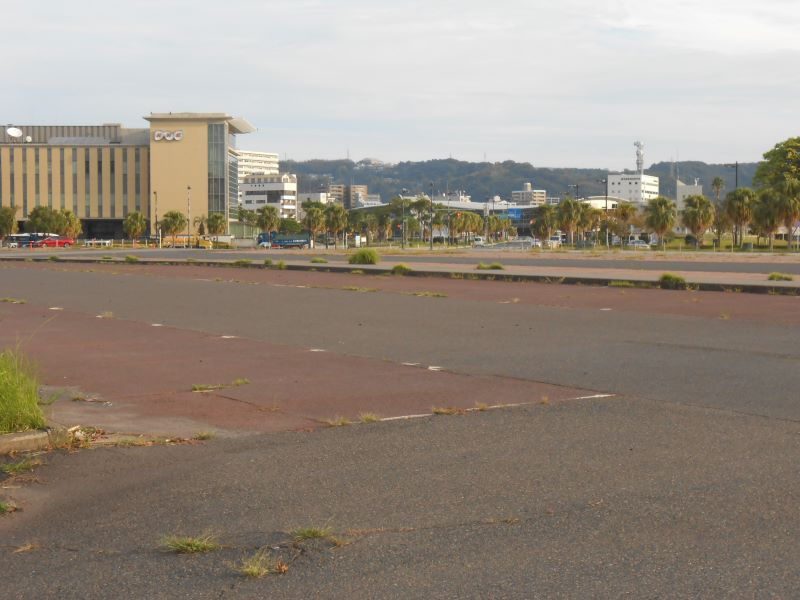
駐車場としての利用されている閉鎖後のドルフィンポート

閉鎖後は暫定的に月極駐車場として運営している。
但し、跡地利用については2016年の鹿児島市長選挙で、Jリーグの鹿児島ユナイテッドFCが本拠地とする前提で計画しているサッカー・ラグビースタジアムの建設を公約に掲げた森博幸が中心となった有識者によるサッカースタジアム整備検討協議会の討議が進んでいた。森はその候補地として当跡地をあげていたが、その当時の鹿児島県知事だった三反園訓は「ドルフィンポート跡地にスポーツ施設は検討対象としない」として在任中は否定的な考えを示し、平行線をたどっていた。
その後、2019年2月に再開発について鹿児島県が民間活力の導入を基本としてグランドデザインを策定して、2020年3月からホテルや集客施設の誘致提案を必須の前提条件としたうえで、事業者の公募を開始するとしていたが、新型コロナウィルスにより公募期間は延期され、具体的な再開発までに踏み込むことができず、国際的な会議が可能なコンベンション施設や展示場の整備を行うことも視野に入れて、県民や地元の財界、商店街などの意見を交えて検討するとしているにとどまっていた。
2021年11月に県の新総合体育館計画について有識者でつくる検討委員会の初会合が開かれ、2022年1月31日にドルフィンポート跡地での整備を柱とする構想案がまとめられ知事に提出された。ドルフィンポート跡地に整備する新施設の呼称は多目的利用となるため「スポーツ・コンベンションセンター」となったが、正式名称は命名権（ネーミングライツ）を含めて検討されることになった。2022年度中にドルフィンポート跡地の地盤の強度や地質の調査を終える予定である。

## 入居店舗等

### ショップ等

#### 1F
- 薩摩工芸館
- てもみん
- 故郷市場
- 薩摩酒蔵
- ファミリーマート（鹿児島銀行ATM併設。）
- ドルフィンホール
- サンドリーズ
- 足湯

#### 2F
- チャペルプティブランシェ
- 山形屋ブライダルサロン
- ひぃふぅみぃ

### レストラン

#### 1F
- めっけもん
- 山小屋
- 黒豚専科伊集院
- びっくりドンキー
- 焼鳥の西屋
- 鹿児島ラーメン　我流風

#### 2F
- ポルトカーサ
- ミディソレイユ
- 新穂花
- ラグーン
- 炙り番や
- 紅虎餃子房
- 柿安三尺三寸箸

## かつて入居していた店舗等

### 1F
- カラオケSPOT MYくん
- 篤姫館

### 2F
- ファータマリーノ
- クーツグリーンティー

## イベント等
篤姫館
2008年にNHK大河ドラマ「篤姫」が公開されたのを記念して、同年1月6日から翌年3月31日まで篤姫館が設置された。館内ではヒロインの宮崎あおいが実際に着た衣装や打掛、また篤姫の紹介するパネルまで設置された。
美人ビアガーデン
2012年から2019年まで2階レストラン「ポルトカーサ」で夏限定でオープンした。このイベントは美人時計や美男時計などを手掛けるミエルカとのコラボであった。
また、冬にはイルミネーションが点灯されていた。

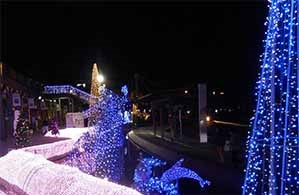
イルミネーション

## 交通アクセス
- 南国交通（ドルフィン号）鹿児島中央駅～天文館～「ドルフィンポート」バス停下車。
- 鹿児島交通（南埠頭シャトルバス）鹿児島中央駅～天文館～「ドルフィンポート」バス停下車。
- 鹿児島市営バス25番線　「ドルフィンポート」バス停下車。

※ これらの路線はドルフィンポート開業日に開始された。尚、鹿児島市電「いづろ通電停」も利用可能であった。